# Dirka po Španiji 1986
Dirka po Španiji 1986 (špansko Vuelta a España 1986) je 41. izvedba dirke po Španiji, tritedenske moške cestne kolesarske etapne dirke. Začela se je 22. aprila v Palmi de Mallorca in končala 13. maja v Jerezu de la Frontera. Sodelovalo je 170 kolesarjev iz 17-ih ekip. Rumeno majico je prvič osvojil Álvaro Pino (Zor–BH), drugo mesto Robert Millar (Panasonic–Merckx–Agu), tretje pa Sean Kelly (Kas). Zeleno in pikčasto majico je osvojil Sean Kelly, rdečo majico José Luis Laguía (Reynolds), modro majico Omar Hernández (Postobón–Manzana–Ryalcao), sivo majico  pa Benny Van Brabant (Dormilón-Campagnolo).

## Ekipe
- Café de Colombia–Varta
- Colchón CR
- Dormilón-Campagnolo
- Kas
- Kelme
- Fangio–Lois–Mavic
- Panasonic–Merckx–Agu
- PDM–Ultima–Concorde
- Poljska amaterska reprezentanca
- Postobón–Manzana–Ryalcao
- Reynolds
- Seat–Orbea
- Système U
- Teka
- Sovjetska amaterska reprezentanca
- Zahor Chocolates
- Zor–BH

## Etape
| Etapa | Datum     | Štart/Cilj                                  | Razdalja | Tip     | Tip                  | Zmagovalec                   |
| ----- | --------- | ------------------------------------------- | -------- | ------- | -------------------- | ---------------------------- |
| P     | 22. april | Palma de Mallorca – Palma de Mallorca       | 5,7 km   |         | posamični kronometer | Thierry Marie (FRA)          |
| 1     | 23. april | Palma de Mallorca – Palma de Mallorca       | 190 km   |         |                      | Marc Gomez (FRA)             |
| 2     | 24. april | Barcelona – Barcelona                       | 182 km   |         |                      | Manuel Jorge Domínguez (ESP) |
| 3     | 25. april | Lleida – Zaragoza                           | 212 km   |         |                      | Eddy Planckaert (BEL)        |
| 4     | 26. april | Zaragoza – Logroño                          | 192 km   |         |                      | Alfonso Gutiérrez (ESP)      |
| 5     | 27. april | Haro – Santander                            | 202 km   |         |                      | Jesús Blanco Villar (ESP)    |
| 6     | 28. april | Santander – Lagos de Covadonga              | 191 km   |         |                      | Robert Millar (GBR)          |
| 7     | 29. april | Cangas de Onís – Oviedo                     | 180 km   |         |                      | Eddy Planckaert (BEL)        |
| 8     | 30. april | Oviedo – Alto del Naranco                   | 9,7 km   |         | posamični kronometer | Marino Lejarreta (ESP)       |
| 9     | 1. maj    | Oviedo – Estación de esquí de San Isidro    | 180 km   |         |                      | Charly Mottet (FRA)          |
| 10    | 2. maj    | Estación de esquí de San Isidro – Palencia  | 193 km   |         |                      | Sean Kelly (IRL)             |
| 11    | 3. maj    | Valladolid – Valladolid                     | 29,1 km  |         | posamični kronometer | Charly Mottet (FRA)          |
| 12    | 4. maj    | Valladolid – Segovia                        | 258 km   |         |                      | Reimund Dietzen (FRG)        |
| 13    | 5. maj    | Segovia – Villalba                          | 148 km   |         |                      | Sean Kelly (IRL)             |
| 14    | 6. maj    | Casino Gran Madrid (Torrelodones) – Leganés | 165 km   |         |                      | José Recio (ESP)             |
| 15    | 7. maj    | Aranjuez – Albacete                         | 207 km   |         |                      | Jon Egiarte (ESP)            |
| 16    | 8. maj    | Albacete – Jaén                             | 264 km   |         |                      | Alain Bondue (FRA)           |
| 17    | 9. maj    | Jaén – Sierra Nevada                        | 172 km   |         |                      | Felipe Yáñez (ESP)           |
| 18    | 10. maj   | Granada – Benalmádena                       | 191 km   |         |                      | Viktor Demidenko (URS)       |
| 19    | 11. maj   | Benalmádena – Puerto Real                   | 234 km   |         |                      | Jesús Blanco Villar (ESP)    |
| 20    | 12. maj   | Puerto Real – Jerez de la Frontera          | 239 km   |         |                      | Marc Gomez (FRA)             |
| 21    | 13. maj   | Jerez de la Frontera – Jerez de la Frontera | 22 km    |         | posamični kronometer | Álvaro Pino (ESP)            |
|       | Skupaj    | Skupaj                                      | 3666 km  | 3666 km | 3666 km              | 3666 km                      |

## Končna razvrstitev
| Legenda | Legenda                                    | Legenda | Legenda                                   |
| ------- | ------------------------------------------ | ------- | ----------------------------------------- |
|         | Predstavlja vodilnega v skupnem seštevku   |         | Predstavlja vodilnega po točkah           |
|         | Predstavlja vodilnega v gorski razvrstitvi |         | Predstavlja vodilnega v šprintih          |
|         | Predstavlja vodilnega v kombinaciji        |         | Predstavlja najboljšega mladega kolesarja |

### Rumena majica
| Poz. | Kolesar               | Ekipa                    | Čas        |
| ---- | --------------------- | ------------------------ | ---------- |
| 1    | Álvaro Pino           | Zor–BH                   | 98h16'04 " |
| 2    | Robert Millar         | Panasonic–Merckx–Agu     | 1'06"      |
| 3    | Sean Kelly            | Kas                      | 5'19"      |
| 4    | Raimund Dietzen       | Teka                     | 5'58"      |
| 5    | Marino Lejarreta      | Seat–Orbea               | 7'12"      |
| 6    | Pello Ruiz Cabestany  | Seat–Orbea               | 7'26"      |
| 7    | Laurent Fignon        | Système U                | 7'29"      |
| 8    | Fabio Parra           | Café de Colombia–Varta   | 7'44"      |
| 9    | Anselmo Fuerte        | Zor–BH                   | 10'50"     |
| 10   | Pedro Delgado         | PDM–Ultima–Concorde      | 11'50"     |
| 11   | Lucien Van Impe       | Dormilón-Campagnolo      |            |
| 12   | Ignacio Gaston Crespo | Kas                      |            |
| 13   | Omar Hernández        | Postobón–Manzana–Ryalcao |            |
| 14   | Yvon Madiot           | Système U                |            |
| 15   | Peter Winnen          | Panasonic–Merckx–Agu     |            |
| 16   | Jesús Blanco Villar   | Teka                     |            |
| 17   | Carlos Gutiérrez      | Kelme                    |            |
| 18   | Éric Guyot            | Kas                      |            |
| 19   | Stefan Mutter         | PDM–Ultima–Concorde      |            |
| 20   | Enrique Aja Cagigas   | Teka                     |            |
| 21   | Lucien Van Impe       | Dormilón-Campagnolo      |            |
| 22   | Charly Mottet         | Système U                |            |
| 23   | Nestor Mora           | Postobón–Manzana–Ryalcao |            |
| 24   | Eduardo Chozas        | Teka                     |            |
| 25   | José Luis Laguía      | Reynolds                 |            |